# 唐津市立厳木中学校
唐津市立厳木中学校（からつしりつ きゅうらぎちゅうがっこう）は、佐賀県唐津市厳木町牧瀬にある市立中学校。

## 概要
歴史
1920年（昭和5年）に、「厳木村農業補習学校」として創立。その後、1935年（昭和10年）に「厳木村立公民学校」へ改組、間もなく青年学校令の施行で「厳木村立高等実業青年学校」に改称した。これは、尋常小学校（6年制）を卒業した児童が進学する「高等小学校」と「青年訓練所充当の実業補習学校」が統合された学校で、現在の中学校の学齢に相当する。
戦後の学制改革によって、上記の高等実業青年学校は、「厳木村立厳木中学校」に改組された。市町村合併により、現校名となったのは2005年（平成17年）。
2024年（令和6年）4月には校区内の小学校2校（厳木と箞木）が統合の上、（新）唐津市立厳木小学校となり、中学校校舎に併設された。
校章
中央に「中」の文字を置いている。
校歌
1955年（昭和30年）に制定。作詞は田久保聡、作曲は陶山聡による。歌詞は3番まであり、歌詞中に校名は登場しない。
制服
1978年（昭和53年）に制服が制定され、夏服、男子は白カッターシャツに黒のスラックス、女子は白のセーラー服に紺スカート、冬服、男子は黒の学ラン、女子は紺のセーラー服・スカートである。

## 沿革[1]
- 1920年（大正9年）4月 - 「厳木村農業補習学校」として設立される。厳木尋常高等小学校に併設される。
- 1935年（昭和10年）
  - 4月1日 - 小学校の高等科と統合の上、「厳木村立厳木公民学校」に改組・改称。
  - 6月1日 - 青年学校令の施行により、「厳木村立高等実業青年学校」と改称。
- 1937年（昭和12年）10月 - 独立校舎が完成。
- 1947年（昭和22年）6月1日 - 学制改革により、青年学校の普通科が新制中学校「厳木村立厳木中学校」に改組される。
- 1949年（昭和24年）
  - 4月1日 - 厳木村立家政高等女学院を併設。
  - 5月24日 - 昭和天皇の戦後巡幸。校庭で奉迎が行われた[4]。
- 1951年（昭和26年）
  - 3月31日 - 家政高等女学院が廃止される。
  - 4月1日 - 佐賀県立唐津高等学校厳木分校が併設される。
  - 10月22日 - 校舎1棟を焼失。
- 1952年（昭和27年）
  - 3月31日 - 新校舎1棟が完成。
  - 5月3日 - 町制施行により、「厳木町立厳木中学校」に改称。
- 1955年（昭和30年）2月1日 - 校歌を制定。
- 1956年（昭和31年）4月1日 - 高等学校の改組により、厳木分校が佐賀県立唐津西高等学校の分校となる。
- 1960年（昭和35年）10月 - 佐賀県立唐津西高等学校厳木分校が新校舎へ移転したため、併設を解消。
- 1961年（昭和36年）6月3日 - プールが完成。
- 1963年（昭和38年）3月15日 - 町民全般の寄付により、校旗を制定。
- 1964年（昭和39年）12月 - 完全給食を開始。
- 1969年（昭和44年）9月15日 - 東第1棟校舎解体により、運動場を拡張。
- 1978年（昭和53年）3月 - 制服を制定。
- 1980年（昭和55年）4月 - 新校舎に移転。
- 1981年（昭和56年）3月 - 特別教室と体育館が完成。

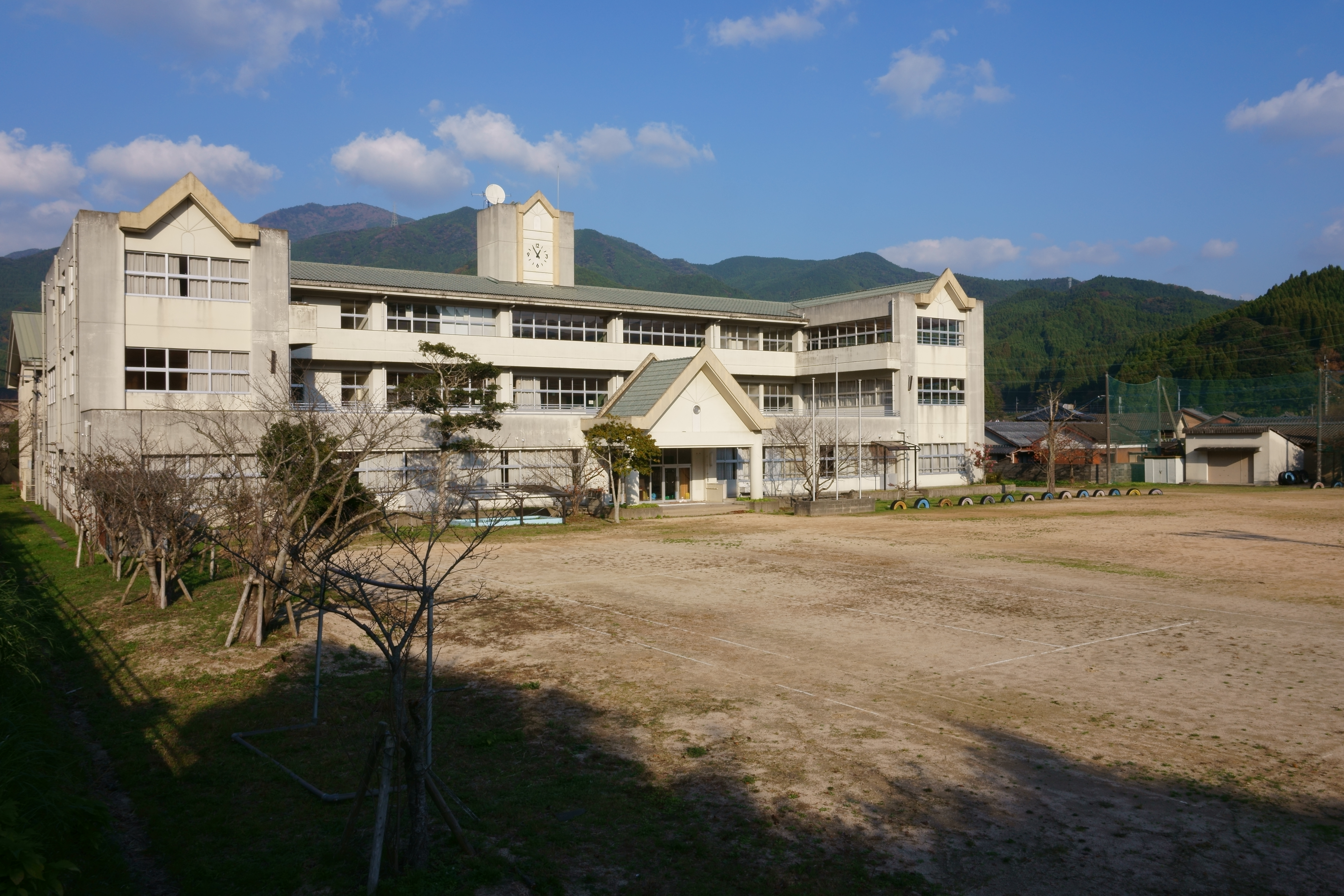
2017年から2018年までの約1年間、仮校舎として使用した旧唐津市立本山小学校校舎

- 1982年（昭和57年）5月 - 福沢諭吉像が寄贈される。
- 1986年（昭和61年）2月 - 武道場が完成。
- 2004年（平成16年）4月 - 2学期制を試行。
- 2005年（平成17年）1月1日 - 唐津市への編入により、「唐津市立厳木中学校」（現校名）に改称。
- 2017年（平成29年）8月 - 校舎大規模改修工事のため、旧唐津市立本山小学校校舎に移転し、仮校舎とする。
- 2018年（平成30年）8月 - 校舎大規模改修工事が完了したため、元の校舎に復帰。
- 2024年（令和6年）4月1日 - 唐津市立厳木小学校を併設。

## 学校行事
3学期制
1学期
- 4月 - 始業式、入学式
- 5月 - 1年宿泊訓練[3]、3年修学旅行[3]
- 7月 - 終業式

2学期
- 9月 - 始業式、体育大会[3]
- 10月 - 文化発表会[3]
- 12月 - 終業式

3学期
- 1月 - 始業式
- 3月 - 修了式、卒業式

## 部活動
運動系部活動
- 軟式野球部[5]
- 剣道部[5]
- 陸上競技部[5]
- バレーボール部[6]
- ソフトテニス部[6]
- 卓球部[6]
- サッカー部[6]

## 通学区域
唐津市厳木町全域、相知町楠の一部。

## 進学前小学校
- 唐津市立厳木小学校

## 校区内の主な施設
- 厳木郵便局
- 唐津市市役所 厳木市民センター（旧・厳木支所、旧・厳木町役場）
- 佐賀県立厳木高等学校
- 厳木ダム
- 天山ダム
- 道の駅厳木

## 交通アクセス
最寄りの鉄道駅
- JR九州 唐津線 「厳木駅」

最寄りのバス停留所
- 昭和自動車「厳木中学校前」バス停留所

最寄りの幹線道路
- 佐賀県道350号相知厳木線 「厳木中学校前」交差点
- 国道203号（厳木バイパス）浪瀬IC